# Encontro Mundial sobre o Ensino de Português
O EMEP - Encontro Mundial sobre o Ensino de Português é a conferência anual da Organização Americana de Professores de Português e dedicada ao ensino da língua portuguesa como língua materna, estrangeira e de herança. Reúne profissionais de todo o mundo e promove trabalho colaborativo e cooperativo entre eles. O EMEP é um espaço onde novos recursos e materiais são apresentados por editores, instrutores e pesquisadores da área. O encontro tem palestras especializadas, mesas redondas e oficinas de trabalho sobre novas e inovadoras estratégias de ensino e aprendizagem de português.

## Objetivos
O EMEP começou como um evento organizado pela AOTP - Organização Americana de Professores de Português integrado na programação da FOCUS Brasil USA de 2012, realizado em Fort Lauderdale, na Florida. A FOCUS tem várias edições internacionais, incluindo nos Estados Unidos, Reino Unido e Japão que, durante uma semana, reúnem eventos focados nas artes, cultura, negócios, esportes e turismo. Com o crescente interesse pelo EMEP, em 2014 o encontro passou a ser realizado de forma autónoma, como a conferência anual da AOTP.

## Histórico
2012 I EMEP - Broward Center for the Performing Arts, Fort Lauderdale, FL

2013 II EMEP - Broward Center for the Performing Arts, Fort Lauderdale, FL

2014 III EMEP - Columbia University, New York, NY

2015 IV EMEP - Georgetown University, Washington DC

2016 V EMEP - University of California, Berkeley, CA

2017 VI EMEP - Florida International University, Miami, FL

2018 VII EMEP - University of Pittsburg, PA

2019 VIII EMEP - Princeton University, NJ

### Simpósios
Em 2017, foi organizado em paralelo com o VI EMEP o 'I Simpósio de Português como Língua de Herança'. O simpósio foi organizado pelas pesquisadoras Gláucia Silva, da Universidade de Massachusetts Dartmouth, e Ivian Destro Boruchowski, da Florida International University. O Simpósio teve como público alvo profissionais que lidam com classes mistas ou de PLH (k-16), professores de escolas comunitárias de português como língua de herança e profissionais que trabalham com aulas de enriquecimento curricular.
Em 2018, a AOTP organizou o 'I Simpósio de Ensino de Português a Falantes de Espanhol' em paralelo com o VII EMEP na University of Pittsburgh. Este simpósio teve como objetivo reunir professores que ensinam português a falantes nativos de espanhol e falantes de espanhol como segunda língua.

## Publicações
2015 Atas do III Encontro Mundial sobre o Ensino de Português ed. Luis Gonçalves

2016 O Ensino de Português como Língua Estrangeira: Reflexões sobre a prática pedagógica ed. Luis Gonçalves

2017 Português como língua estrangeira, de herança e materna: Abordagens, contextos e práticas ed. Luis Gonçalves